# Amsterdam (Missouri)
Amsterdam és una població dels Estats Units a l'estat de Missouri. Segons el cens del 2000 tenia 281 habitants.

## Demografia
Segons el cens del 2000, Amsterdam tenia 281 habitants, 102 habitatges, i 69 famílies. La densitat de població era de 187,1 habitants per km².
Dels 102 habitatges en un 36,3% hi vivien nens de menys de 18 anys, en un 56,9% hi vivien parelles casades, en un 6,9% dones solteres, i en un 31,4% no eren unitats familiars. En el 23,5% dels habitatges hi vivien persones soles el 6,9% de les quals corresponia a persones de 65 anys o més que vivien soles. El nombre mitjà de persones vivint en cada habitatge era de 2,75 i el nombre mitjà de persones que vivien en cada família era de 3,3.
Per edats la població es repartia de la següent manera: un 29,9% tenia menys de 18 anys, un 8,5% entre 18 i 24, un 31% entre 25 i 44, un 19,6% de 45 a 60 i un 11% 65 anys o més.
L'edat mediana era de 34 anys. Per cada 100 dones de 18 o més anys hi havia 105,2 homes.
La renda mediana per habitatge era de 29.821 $ i la renda mediana per família de 34.545 $. Els homes tenien una renda mediana de 23.333 $ mentre que les dones 21.625 $. La renda per capita de la població era d'11.670 $. Entorn del 15% de les famílies i el 16% de la població estaven per davall del llindar de pobresa.

## Poblacions més properes
El següent diagrama mostra les poblacions més properes.